# Cyanoramphus saisseti
Il parrocchetto della Nuova Caledonia (Cyanoramphus saisseti) è un uccello della famiglia degli Psittaculidi.